# 斯泰因菲拉冰原島峰
72°12′S 14°23′E / 72.200°S 14.383°E
斯泰因菲拉冰原島峰，是南極洲的冰原島峰，位於毛德皇后地的阿斯特里德公主海岸，屬於帕耶山脈的一部分，挪威製圖師根據該國探險隊的測量和拍攝的空中照片繪入地圖，現時由南極條約體系管理。